# Orły Temidy
Orły Temidy (ang. Legal Eagles) – amerykańska komedia kryminalna z 1986 roku w reżyserii Ivana Reitmana. Wyprodukowana przez Universal Pictures.

## Opis fabuły
Tom Logan (Robert Redford), asystent prokuratora okręgowego oraz mecenas Laura Kelly (Debra Winger) zajmują się sprawą kradzieży obrazu. Oskarżona o to jest piękna Chelsea Deardon (Daryl Hannah). Prawnicy odkrywają, że artysta był ubezpieczony na wysoką sumę, na czym skorzystali jego współpracownicy.

## Obsada
- Robert Redford jako Tom Logan
- Debra Winger jako Laura Kelly
- Daryl Hannah jako Chelsea Deardon
- Brian Dennehy jako Cavanaugh
- Terence Stamp jako Victor Taft
- Steven Hill jako Bower
- Christine Baranski jako Carol Freeman
- David Clennon jako Blanchard
- Robert Curtis Brown jako Roger
- Grant Heslov jako Usher
- Sara Botsford jako Barbara
- David Hart jako Marchek
- James Hurdle jako Sebastian Deardon

i inni